# Cernica
Cernica é uma comuna romena localizada no distrito de Ilfov, na região de Muntênia. A comuna possui uma área de 38.00 km² e sua população era de 9559 habitantes segundo o censo de 2007.